# Chiesa di San Bartolomeo Apostolo (Borgomanero)
La collegiata di San Bartolomeo Apostolo è la parrocchiale di Borgomanero, in provincia e diocesi di Novara; è a capo dell'unità pastorale di Borgomanero.

## Storia
La primitiva parrocchiale di Borgomanero era la chiesetta di San Leonardo. 
La nuova chiesa fu edificata in un luogo diverso nel XII secolo in stile romanico e dipendeva dalla pieve di Cureggio.
L'attuale parrocchiale venne costruita nel XV secolo lasciando intatto il campanile della precedente chiesa; la consacrazione fu impartita il 12 maggio 1499.
L'edificio venne modificato ed ingrandito nel XVII secolo ed insignito del titolo di collegiata il 16 aprile 1681.
La facciata fu innalzata per volere di don Ercole Marietti nel 1870.

## Interno
Opere di pregio conservate all'interno della chiesa sono il trittico del 1566 dipinto probabilmente da Giovanni Rapa e da Gerolamo Varotti, l'altare maggiore, costruito nel 1680 da Antonio Pini e caratterizzato dalle immagini di due angeli, una raffigurazione di San Carlo Borromeo in gloria, realizzata nel 1616 da Pier Francesco Mazzucchelli, dello stesso autore la tela seicentesca che ha come soggetto San Rocco e gli appestati, il Martirio di San Fortunato di Michele Cusa del 1844, il Martirio di san Bartolomeo di Antonio Tosi, eseguito verso la metà del XIX secolo e l'Ultima Cena di Andrea de Bugnate del 1537.